# Ексхумация
Ексхумация означава изваждане от гроба на вече погребани тела. Това се налага най-често по нареждане на съдебните власти, за да се установи причината за смъртта, ако се окаже, че тя не е установена преди погребението. В някои случаи се оспорва и вече посочена причина за смъртта, поради което се налага ексхумация.
Съдебните лекари могат да установяват причините за смъртта и при силно разложени трупове, както и само по незначителни остатъци от телата. Това е възможно благодарение на модерни биохимични и генетични методи.
Есхумация се налагала в миналото. Изваждани били тела на светци с цел разпространяване на реликви в манастири по целия свят. Те най-често били съхранявани в стъкленици. Такъв уникален случай е този на Мария Тере